# Kabinett Ioannis Sarmas
Das Kabinett Ioannis Sarmas bildete vom 26. Mai 2023 bis zum 26. Juni 2023 die Regierung in Griechenland. Es wurde als Interimsregierung nach der Wahl im Mai 2023 eingesetzt und amtierte bis zum Tag nach der Neuwahl im Juni 2023.

## Kabinettsmitglieder
| Amt                                                | Name                          | Partei    |
| -------------------------------------------------- | ----------------------------- | --------- |
| Premierminister                                    | Ioannis Sarmas                | Parteilos |
| Finanzminister                                     | Theodoros Pelagidis           | Parteilos |
| Ministerin für Entwicklung und Investitionen       | Eleni Dendrinou               | Parteilos |
| Außenminister                                      | Vasilios-Stylianos Kaskarelis | Parteilos |
| Minister für Bürgerschutz                          | Charalambos Lalousis          | Parteilos |
| Minister für Klimakrise und Katastrophenschutz     | Evangelos Tournas             | Parteilos |
| Minister für nationale Verteidigung                | Alkiviadis Stefanis           | Parteilos |
| Minister für Bildung und religiöse Angelegenheiten | Christos Kittas               | Parteilos |
| Ministerin für Arbeit und Soziales                 | Patrina Paparrigopoulou       | Parteilos |
| Gesundheitsministerin                              | Anastasia Kotanidou           | Parteilos |
| Minister für Umwelt und Energie                    | Pandelis Kapros               | Parteilos |
| Minister für Kultur und Sport                      | Georgios Koumendakis          | Parteilos |
| Justizminister                                     | Filippos Spyropoulos          | Parteilos |
| Innenministerin                                    | Kalliopi Spanou               | Parteilos |
| Digitalminister                                    | Sokratis Katsikas             | Parteilos |
| Minister für Infrastruktur und Verkehr             | Ioannis Golias                | Parteilos |
| Minister für Schifffahrt und Inselpolitik          | Theodoros Kliaris             | Parteilos |
| Minister für ländliche Entwicklung und Ernährung   | Georgios Tsakiris             | Parteilos |
| Tourismusministerin                                | Ioanna Dretta                 | Parteilos |
| Minister für Einwanderung und Asyl                 | Daniil Esdras                 | Parteilos |
| Staatsminister                                     | Vasilios Skouris              | Parteilos |
| Regierungssprecher                                 | Ilias Siakantaris             | Parteilos |